# 日本足球协会球队注册类别
日本足球協會球隊註冊類別是指該協會根據年齡和性別劃分的足球隊伍分類。日本足球協會規定，凡希望參加該協會或其下屬組織主辦之賽事的球隊都必須向協會進行加盟註冊。此時，會依照事先規章所制定的類別來決定球隊的類別，並在指定賽事出場資格等情況時使用。此外，加盟球隊除了球隊註冊外，對於將代表該隊參加正式比賽的選手還需進行選手註冊。

## 註冊類別
日本足球協會將球隊註冊類別分為第一種至第四種、女子和高齡組，共六種類別。這些類別主要根據年齡劃分，並以註冊前一年度的3月31日為年齡基準。

### 第一種
第一種球隊是指沒有年齡限制的隊伍。一般來說，男子職業球隊、業餘一般社會人士球隊（企業隊、俱樂部隊、學生與社會人混合隊等）、大學隊、專門學校隊等都屬於此類。
整體而言，對於註冊球隊所屬球員的條件沒有特別的限制規定，因此，即使是職業球隊旗下的俱樂部隊，被劃分為業餘隊伍的企業隊，學校（大專院校及一般專門學校）的運動社團，或是它們之間的混合及聯合隊伍，其向各都道府縣足球協會進行註冊本身並沒有限制。然而，直接由日本足球協會或各都道府縣足球協會主辦的都道府縣聯賽、地區聯賽、日本足球聯賽等，以及各學生足球競技聯盟（全日本大學足球聯盟、全國高等專門學校體育協會・足球競技專業部、全國專科學校足球聯盟等）主辦的賽事之參賽條件和向聯盟註冊球隊的條件是另有規定的，需要注意。關於學生隊伍、賽事及聯盟的詳細資訊，請參閱相關條目。
第一種球隊參與的賽事包括J聯賽、日本足球聯賽、地區聯賽、都道府縣聯賽，以及各地學生聯盟舉辦的賽事（大學足球聯賽、專科學校足球聯賽）等。此外，天皇盃是所有第一種球隊都可以參加的賽事（在1996年至2014年期間，除了第一種球隊外，下文提及的第二種球隊也可以參加）。

## 外部連接
- 日本足球協會球隊及選手註冊頁 （页面存档备份，存于）（日語）